# Pierre Cloarec
Pour les articles homonymes, voir Cloarec.
Pierre Marie Cloarec est un coureur cycliste français né le 14 mars 1909 à Pleyben et mort le 7 décembre 1994 à Pont-l'Abbé. Il dispute son premier Tour de France en 1933 et remporte deux étapes en 1939 dont celle arrivant à Brest. Le lendemain, il passe triomphalement devant son magasin de cycles, rue René Madec à Quimper.
Il est directeur technique de l'équipe de l'ouest au Tour de France 1947. Son leader Jean Robic remporte l'épreuve. Il est directeur technique de cette même équipe sur le Tour de France 1950.

## Palmarès
- 1929
  - Circuit de Meurthe-et-Moselle
- 1931
  - 2e du Grand Prix Le Télégramme
  - 2e de Nantes-Les Sables-d'Olonne
- 1932
  - 3e du Circuit de l'Ouest
- 1933
  - 2e étape du Circuit de l'Ouest
  - Grand Prix Le Télégramme
- 1934
  - 8e de Paris-Tours
- 1935
  - Grand Prix Le Télégramme
  - 2e du Circuit du Morbihan
  - 9e de Paris-Tours
- 1936
  - Grand Prix Le Télégramme
  - 2e étape du Circuit du Morbihan
  - 10e de Paris-Tours
- 1937
  - Paris-Saint-Étienne
  - 7e étape du Circuit de l'Ouest
  - 3e du Critérium national
  - 3e du Circuit de Paris
  - 3e du Grand Prix Le Télégramme
- 1938
  - Rouen-Caen-Rouen
  - Circuit du Morbihan
  - Grand Prix de Plouay
  - Marseille-Lyon
  - 8e étape du Circuit de l'Ouest
  - 1re étape de Vire-Cherbourg-Vire
  - 2e du Critérium national
  - 3e de Paris-Caen
  - 3e de Nantes-Les Sables-d'Olonne
- 1939
  - 3e et 14e étapes du Tour de France
  - Paris-Vimoutiers
  - Marseille-Lyon
  - Circuit de Douarnenez
  - Nantes-Les Sables-d'Olonne
- 1941
  - 3e de Paris-Tours

## Résultats sur les grands tours

### Tour de France
5 participations
- 1933 : 38e
- 1935 : 18e
- 1936 : 22e
- 1937 : 32e
- 1939 : 31e, vainqueur des 3e et 14e étapes

### Tour d'Italie
1 participation
- 1935 :  44e